# Jardim Roque Gameiro
O Jardim Roque Gameiro, conhecido popularmente como Jardim do Cais do Sodré, é um jardim em Lisboa.

## Descrição
Pequeno jardim, atualmente invadido pelos autocarros da Carris, pois serve de terminal de um grande número de carreiras (está junto à estação de caminhos-de-ferro do Cais do Sodré). 
Encontra-se aqui a bela escultura do Homem do Leme, de Francisco Santos, entre a vegetação, assim como um antigo quiosque que serve de bilheteira.
Possui uma árvore classificada como Interesse Público, uma Tipuana tipu (Benth.) Kuntze, desde 2001.
Recentemente todo o espaço recebeu obras de requalificação de forma a diminuir o espaço ocupado por transportes público e veículos no âmbito do programa Uma Praça em Cada Bairro.